# Сиукс (окръг, Северна Дакота)
Вижте пояснителната страница за други значения на Сиукс.
Окръг Сиукс (на английски: Sioux County) е окръг в щата Северна Дакота, Съединени американски щати. Площта му е 2922 km², а населението - 4376 души (2017). Административен център е град Форт Йейтс.